# Mount Carmel-Mitchells Brook-St. Catherines
Mount Carmel-Mitchells Brook-St. Catherines é uma pequena cidade localizada na província canadense de Terra Nova e Labrador. De acordo com o censo canadense de 2016, a cidade tinha uma população de 349 habitantes.